# Un colt dans la main du diable
Pour plus de détails, voir Fiche technique et Distribution.
Un colt dans la main du diable (Una colt in mano al diavolo) est un western spaghetti italien sorti en 1972, réalisé par Gianfranco Baldanello.

## Synopsis
Un jeune pistolero, Roy Koster, se rend à Silvertown, décidé à réhabiliter son compagnon de cellule, Jeremy Scott, dit Sulky. Celui-ci avait été condamné injustement pour vol et homicide, sur la foi de faux témoins, Sam Dayton et Isaac McCorney, eux-mêmes menacés par le riche Warner. Ce dernier fait éliminer Sam quand Roy parvient à le faire se rétracter. Roy découvre alors que le complot contre Jeremy avait en fait été tramé par McCorney. Ce dernier se débarrasse aussi de Warner et tente d'écarter Roy en l'accusant de meurtre. Arrivent les enfants de Jeremy, Phil et Grace, pour aider Roy. Phil parvient à se procurer un document qui innocente son père, mais il le paie de sa vie. Grace fait libérer Roy de prison.
McCorney, se voyant démasqué, tente de fuir, poursuivi par Roy, mais c'est l'épouse de Jeremy qui le tue, sur les terres de la famille Scott.

## Fiche technique
- Titre français : Un colt dans la main du diable
- Titre original italien : Una colt in mano al diavolo
- Réalisation : Gianfranco Baldanello (sous le pseudo de Frank G. Carroll)
- Scénario : Gianfranco Baldanello et Augusto Finocchi
- Musique : Piero Piccioni
- Production : Giovanni Vari pour Givar Film
- Photographie : Marcello Masciocchi
- Montage : Maria Schettino
- Genre : western spaghetti
- Durée : 90 min
- Format d'image : 2,35 : 1
- Pays :  Italie
- Année de sortie : 1972
- Langue originale : italien
- Distribution en Italie : Indipendenti regionali
- Date de sortie en salle en France : 15 mars 1978[1]

## Distribution
- Robert Wood : Roy Koster
- William Berger : Isaac McCorney
- George Wang : Warner
- Fiorella Mannoia : Grace Scott
- Nino Fuscagni : Phil Scott
- Federico Chentrens (sous le pseudo de Fred Kent) : James
- Tony Dimitri
- Attilio Dottesio : Jeremy Scott, dit « Sulky Jeremy »
- Giovanna Mainardi : Martha, l'épouse de Scott
- Mario Dardanelli : Sam
- Alessandro Perrella
- Lorenzo Piani